# A-LA-BA・LA-M-BA
『A-LA-BA・LA-M-BA』（ア・ラ・バ・ラ・ン・バ）は、日本のシンガーソングライターである吉川晃司の5枚目のオリジナル・アルバム。
1987年3月5日にSMSレコードからリリースされた。前作『MODERN TIME』（1986年）よりおよそ1年振りにリリースされた作品であり、プロデュースは前作に引き続き渡辺プロダクション所属の木崎賢治およびSMSレコード所属の梅鉢康弘が担当している他、渡辺プロダクション所属の川面博が担当している。
本作収録曲の全11曲中8曲は吉川自身の制作曲となっており、編曲は松本晃彦と後藤次利が担当している。吉川による制作曲以外では、作詞家として松本一起および柳川英巳、安藤秀樹が参加、作曲家として佐藤健および中村昭二が参加している。レコーディングには前作に引き続きBOØWY所属の布袋寅泰が参加している他、デビューしたばかりの岡村靖幸、後にFENCE OF DEFENSEとしてデビューする北島健二および山田亘が参加している。
本作はオリコンアルバムチャートにおいて最高位第2位となった。これにより、吉川のアルバム連続第1位獲得記録は前作までの3作で途切れることとなった。本作以前にリリースされた9枚目のシングル「すべてはこの夜に」は収録されず、「MARILYNE」が本作と同時リリースされた他に映画『シャタラー』（1987年）およびKDD「TEL MEキャンペーン」のコマーシャルソングとして使用された「終わらないSun Set」がリカットされた。

## 背景
1986年2月21日に前作『MODERN TIME』（1986年）リリース後、4月12日には吉川晃司主演映画第3作となる『テイク・イット・イージー』（1986年）が公開される。同作のシナリオに対して吉川は、自身が演じる主人公の民川裕司が劇中で死去する展開を提案するも、事務所側としては民川を主人公とした映画シリーズを続けていく方針であったため、事務所側からは「何をばかなこと言ってんだ」と一蹴された。しかし吉川は今後は音楽に集中したいとの申し出を行い、「おまえは歌も役者もできるタイプをめざせ」と言われるも、「いや僕には基本的に歌しかないんです」と事務所側を説得した結果民川が劇中で死去するシナリオに変更された。その後吉川は「K.KIKKAWA "休日のSATISFICTION=FAKE"」と題したコンサートツアーを同年4月27日の西武球場公演から5月5日の小戸トワイライトゾーン公演に至るまで、4都市全4公演を実施。さらにアルバムを受けたコンサートツアーは「DRASTIC MODERN TIME TOUR」と題し、同年5月18日の平市民会館公演から8月21日の中野サンプラザ ホール公演まで37都市全52公演を実施した。
6月21日には12インチシングル「NERVOUS VENUS」をリリース。同曲はオリコンシングルチャートにおいて最高位第12位の登場週数7回で売り上げ枚数は5.4万枚となった。フジテレビ系音楽番組『夜のヒットスタジオDELUXE』（1985年 - 1989年）においては6月11日および7月9日放送分において同曲を披露した。9月30日には9枚目のシングル「すべてはこの夜に」をリリース。同曲はオリコンシングルチャートにおいて最高位第4位の登場週数8回で売り上げ枚数は12.2万枚となった。また、同曲はTBS系音楽番組『ザ・ベストテン』（1978年 - 1989年）の10月23日放送分において第3位で初登場して最高位となり、11月6日放送分に至るまで3週連続ランクインとなった。『夜のヒットスタジオDELUXE』においては9月24日および10月15日、11月12日放送分の計3回において同曲を披露した。その後「仮説! 吉川晃司'86 TOKYO 8DAYS LIVE」と題したコンサートツアーを12月14日の渋谷公会堂公演から12月27日の大阪城ホール公演まで3都市全9公演を実施した。
同時期に吉川は、バラエティ番組への出演を拒否したいがために渡辺プロダクションからの独立を社長である渡辺晋に直訴していた。同プロダクションは芸能事務所であるために音楽だけを生業とすることができない状態であったが、人前で笑うことが苦手であった吉川は「独立させてください」と頻繁に依頼していた。社長からは国際的に通用する映画を制作したいという願望を聞かされ、その映画出演後に吉川の独立が許可されることとなった。日本とイタリアの合作映画として制作開始された『シャタラー』（1987年）の撮影は、1987年1月からイタリアにて勧められたが1月31日に社長の渡辺が急死する。渡辺の死が影響した結果、映画の内容や企画が大幅に変更され当初の予定とは全く異なる作品となり、吉川は「惨憺たる作品になってしまった」と述べている。吉川は社長への最後の恩返しのつもりで映画出演を承諾したものの、台詞はすべて英語であり内容も途中ですべて変更されたため、吉川は同作について「話がひっくりかえって、もうグチャグチャ、俺なんか、ワケ分からないわけ。出来上がったら全然違う。何これ!? みたいな」と述べている。

## 制作、音楽性
アルバムタイトルの「A-LA-BA・LA-M-BA」とは、吉川の口から出てきた言葉をそのまま使用しており、特に意味は無いと述べている。本作より吉川自身の手による制作曲が大部分を占めるようになり、全11曲中8曲が吉川自身の制作曲となっている。「コードが三つだったら三つのパターンで曲をやろう」というテーマに沿って制作されたことから、似たパターンの楽曲が多く収録されていると吉川は述べている。作曲はギターと4チャンネルステレオを使用して進められ、ギターおよびベース、ドラムスのパートは吉川自身が打ち込みを使用して制作された。吉川はアレンジャーが理解できるレベルのものを制作する意図であったが、実際にはコードに存在しないメロディラインを入れてしまうことなどもあり、吉川は「ヒドイもんだったらしいけどね。あとで随分直された」と述べている。デモテープ制作時に自然発生的に出来た曲は1曲もなく、その理由は決め事がないと制作方法が何も分からなかったためであると吉川は述べている。
本作にはゲストミュージシャンとして、前作に引き続きBOØWY所属の布袋寅泰が参加しているほか、シングル「Out of Blue」（1986年）をリリースしてデビュー間もない岡村靖幸や同年6月にデビューするFENCE OF DEFENSEの北島健二および山田亘も参加している。当時の吉川はどこかに逃げることを考えていた他に、自身の音楽を制作する時間を欲してしたが本作においても映画撮影の話が割り込んできたために時間を確保することが出来なかったと述べている。吉川曰く「一年中ちゃんこ鍋食ってるような感じ」というように、デビュー以来周囲の状況に振り回されている状態が続いていたが、羽休めのためにニューヨークに行った吉川はそこで本作のほぼすべての楽曲を制作したと述べている。初めて同地を訪れた際は同世代の人間と知り合いになったもののアメリカ人は一人もおらず、10人ほどで当時流行していたフラットに住んでいたという。当時同居していた人間たちは裕福ではないものの大きな夢を持っており、そのパワフルで明るい様子に吉川は励まされており、「シュンとしてる自分が恥ずかしくなる感じでさ。そいつらに随分勇気をもらってたな」と述べている。

## リリース、チャート成績
本作は1987年3月5日にSMSレコードからLPレコードおよびカセットテープ、CDの3形態でリリースされた。本作リリースを記念してファンクラブ会員限定で告知ポスターの右上に書かれているキーワードを記載しファンクラブ宛に葉書を送ると、アルバムジャケットのミニステッカーが贈与されるキャンペーンが行われた。本作からはアルバムリリースと同日に「MARILYNE」がリリースされた他、6月5日に吉川主演第4作となる映画『シャタラー』（1987年）の主題歌およびKDD「TEL MEキャンペーン」のコマーシャルソングとして使用された「終わらないSun Set」がリカットされた。収録曲の「やせっぽちの天国」はCD盤のみのボーナス・トラックであり、LP盤とCTには未収録となっている。
本作はオリコンアルバムチャートにおいて、LPレコードは最高位第2位の登場週数16回で売り上げ枚数は10.8万枚、カセットテープは最高位第3位の登場週数13回で売り上げ本数は4.7万枚、CDは最高位第3位の登場週数12回で売り上げ枚数は5.6万枚となり、総合の売り上げ枚数は21.1万枚となった。この結果により、同チャートにて連続初登場第1位の記録は前作までの3作で途切れることになった。2021年に実施されたねとらぼ調査隊による吉川のアルバム人気ランキングでは第4位となった。本作に先行シングルが存在しない理由として、吉川は「一回、テレビとかに出ない奴になりたかった」と述べており、その影響で本作は売り上げが悪かったとも述べている。
CD盤はその後1998年6月10日にポリドール・レコードから再リリースされたほか、2007年3月14日には紙ジャケット仕様にてユニバーサルミュージックから再リリースされた。2014年4月23日には24bitデジタル・リマスタリングされたSHM-CD仕様にてワーナーミュージック・ジャパンから再リリースされた。2014年5月28日にはCD-BOX『Complete Album Box』に収録される形で紙ジャケット仕様のデジタル・リマスタリング盤として再リリースされた。

## プロモーション、ツアー
本作からシングルカットされた「MARILYNE」は『ザ・ベストテン』の1987年3月19日放送分において第8位で初登場となったが、1週のみのランクインとなった。『夜のヒットスタジオDELUXE』において本作収録曲が披露されたのは、3月25日放送分において「MARILYNE」、4月22日放送分において「A-LA-BA・LA-M-BA」、5月20日および6月10日、7月29日放送分において「終わらないSun Set」となった。
本作を受けたコンサートツアーは「BIG CITIES CIRCUIT 解体へのSUGGESTION」と題し、同年4月4日の京都会館公演を皮切りに、5月28日の大阪厚生年金会館公演まで14都市全24公演実施された。同ツアーでは本作収録曲を中心にセットリストが組まれていた。前作を受けたツアー「DRASTIC MODERN TIME TOUR」では「都会の雰囲気」に拘っていたこともあり、機械的な雰囲気で照明を通常の倍近く使用するステージとなっていた。本作を受けたツアーに関して吉川は「今度のLPの空気を出すためにあんまり照明を遣わずにどちらかというとスッキリと」と述べている。吉川の構想ではステージは映画『ブレードランナー』（1982年）を意識し、規則的でない光の照らし方を意図したものになっていた。同ツアーでは演奏曲やアレンジも都度変更が加えられており、その理由について吉川は「緊張感ていうのかな、それが欲しいから。メンバー間の。同じ事毎日やってるとなくなるからね。ちょっとずつ変えていく」と述べた他、セットリストも2、3曲分を余分に用意しておきその時の気分で変更しているとも述べている。また前回のツアーまでは笑顔など見せずにクールに振舞っていた吉川であったが、同ツアーでは「ホットな部分を見せる」という本作のコンセプトに沿って「楽しいコンサート」を目指していたと述べている。

## 収録曲
- CDブックレットに記載されたクレジットを参照[24]。

| #         | タイトル                 | 作詞      | 作曲      | 編曲      | 時間  |
| --------- | ------------------------ | --------- | --------- | --------- | ----- |
| 1.        | 「A-LA-BA・LA-M-BA」     | 吉川晃司  | 吉川晃司  | 松本晃彦  | 4:05  |
| 2.        | 「MARILYNE」             | 吉川晃司  | 吉川晃司  | 松本晃彦  | 4:26  |
| 3.        | 「BIG BAD BABY BASTARD」 | 吉川晃司  | 吉川晃司  | 後藤次利  | 4:31  |
| 4.        | 「終わらないSun Set」    | 吉川晃司  | 吉川晃司  | 松本晃彦  | 4:06  |
| 5.        | 「雨のTraveller」        | 松本一起  | 佐藤健    | 松本晃彦  | 4:16  |
| 合計時間: | 合計時間:                | 合計時間: | 合計時間: | 合計時間: | 21:24 |

| #         | タイトル                           | 作詞      | 作曲      | 編曲      | 時間  |
| --------- | ---------------------------------- | --------- | --------- | --------- | ----- |
| 6.        | 「Stranger in Paradise」           | 吉川晃司  | 吉川晃司  | 後藤次利  | 4:32  |
| 7.        | 「Another Day」                    | 柳川英巳  | 吉川晃司  | 後藤次利  | 4:22  |
| 8.        | 「Good-byeの次の朝」               | 柳川英巳  | 佐藤健    | 松本晃彦  | 4:35  |
| 9.        | 「きらわれついでのラスト・ダンス」 | 松本一起  | 吉川晃司  | 松本晃彦  | 2:57  |
| 10.       | 「Raspberry Angel」                | 吉川晃司  | 吉川晃司  | 後藤次利  | 3:43  |
| 合計時間: | 合計時間:                          | 合計時間: | 合計時間: | 合計時間: | 20:09 |

| #         | タイトル             | 作詞      | 作曲      | 編曲      | 時間  |
| --------- | -------------------- | --------- | --------- | --------- | ----- |
| 11.       | 「やせっぽちの天国」 | 安藤秀樹  | 中村昭二  | 佐藤健    | 4:03  |
| 合計時間: | 合計時間:            | 合計時間: | 合計時間: | 合計時間: | 45:38 |

## スタッフ・クレジット
- CDブックレットに記載されたクレジットを参照[1]。

### 参加ミュージシャン
- 山木秀夫 – ドラムス
- 江口信夫 – ドラムス
- 松永俊弥 – ドラムス
- 山田わたる – ドラムス
- 後藤次利 – ベース
- 浅田孟 – ベース
- 有賀啓雄 – ベース
- 布袋寅泰 – ギター
- 窪田晴男 – ギター
- 北島健二 – ギター
- 今剛 – ギター
- 鈴川真樹 – ギター
- 柴山和彦 – ギター
- 松本晃彦 – キーボード
- 富樫春生 – キーボード
- 中村哲 – キーボード
- 沢井原兒 – サックス
- 遠山淳 – コンピュータ・プログラミング
- 大竹徹夫 – コンピュータ・プログラミング
- 迫田到 – コンピュータ・プログラミング
- 佐藤健 – コーラス
- 岡村靖幸 – コーラス
- 吉川晃司 – ボーカル、コーラス

### 録音スタッフ
- 木崎賢治 – プロデューサー
- 川面博（渡辺ミュージック） – プロデューサー
- 梅鉢康弘（SMSレコード） – プロデューサー
- 坂元達也 – エンジニア
- 伊藤隆司 – セカンド・エンジニア
- 後藤昌司 – セカンド・エンジニア
- 伊藤康弘 – セカンド・エンジニア
- 松本元成 – セカンド・エンジニア
- 園田一惠 – セカンド・エンジニア
- おいかわひろみ – レコーディング・コーディネーター

### 美術スタッフ
- 染谷淳一 – アート・ディレクション、イラストレーション、デザイン
- HEAD BUTT (JIN & TERA) – デザイン

## チャート
| チャート         | 最高順位 | 登場週数 | 売上数   | 規格 | 出典  |
| ---------------- | -------- | -------- | -------- | ---- | ----- |
| 日本（オリコン） | 2位      | 16回     | 10.8万枚 | LP   | [ 3 ] |
| 日本（オリコン） | 3位      | 13回     | 4.7万枚  | CT   |       |
| 日本（オリコン） | 3位      | 12回     | 5.6万枚  | CD   |       |

## リリース日一覧
| No. | リリース日    | レーベル                       | 規格   | カタログ番号 | 備考                                                                                | 出典          |
| --- | ------------- | ------------------------------ | ------ | ------------ | ----------------------------------------------------------------------------------- | ------------- |
| 1   | 1987年3月5日  | SMSレコード                    | LP     | SM28-5430    |                                                                                     | [ 3 ]         |
| 2   | 1987年3月5日  | SMSレコード                    | CT     | CM28-5430    |                                                                                     |               |
| 3   | 1987年3月5日  | SMSレコード                    | CD     | MD32-5106    | ボーナストラック1曲収録                                                             | [ 25 ]        |
| 4   | 1998年6月10日 | ポリドール                     | CD     | POCH-1704    |                                                                                     | [ 26 ] [ 27 ] |
| 5   | 2007年3月14日 | ユニバーサルミュージック       | CD     | UPCY-6341    | 紙ジャケット仕様                                                                    | [ 28 ] [ 29 ] |
| 6   | 2012年10月1日 | ポリドールK.K.                 | AAC-LC | -            | デジタル・ダウンロード                                                              | [ 30 ]        |
| 7   | 2014年4月23日 | ワーナーミュージック・ジャパン | SHM-CD | WPCL-11808   | 2014年24bitデジタルリマスタリング                                                   | [ 31 ] [ 32 ] |
| 8   | 2014年5月28日 | ワーナーミュージック・ジャパン | SHM-CD | WPCL-11905   | CD-BOX『Complete Album Box』収録、紙ジャケット仕様、最新24bitデジタルリマスタリング | [ 33 ] [ 34 ] |
| 9   | 2025年1月22日 | ユニバーサルミュージック       | SHM-CD | UPCY-8033    | 40周年記念 2024年最新リマスタリング・紙ジャケット仕様 CD(SHM-CD)                    | [ 35 ]        |